# Benvinguts al llarg viatge
Benvinguts al llarg viatge va ser l'àlbum debut de la banda Txarango i va sortir a la venda l'any 2012.

## Llista de cançons
L'àlbum contenia el següent llistat de cançons:
| Núm. | Títol                  | Durada |
| ---- | ---------------------- | ------ |
| 1.   | «Benvinguts»           | 3:43   |
| 2.   | «En Caravana»          | 2:44   |
| 3.   | «Amagada Primavera»    | 3:03   |
| 4.   | «Quan Tot S'enlaira»   | 3:22   |
| 5.   | «Volveremos»           | 2:54   |
| 6.   | «Pren el Carrer»       | 3:14   |
| 7.   | «No Deixis de Caminar» | 1:15   |
| 8.   | «Un pam de nas»        | 3:41   |
| 9.   | «Sueña Como un Niño»   | 3:48   |
| 10.  | «Per Art de Màgia»     | 2:48   |
| 11.  | «Sempre Balla»         | 3:35   |
| 12.  | «Arriba la Nit»        | 3:25   |
| 13.  | «Vola»                 | 4:29   |
| 14.  | «La Dansa del Vestit»  | 3:38   |